# Hamilton MacCarthy
Pour les articles homonymes, voir MacCarthy.
Hamilton Thomas Carlton Plantagenet MacCarthy (28 juillet 1846-24 octobre 1939) est un maître de la sculpture monumentale en bronze au Canada. Il est reconnu pour ses sculptures de personnages historiques, en particulier Pierre Dugua de Mons à Annapolis Royal en Nouvelle-Écosse (1904), ainsi que Samuel de Champlain surplombant la colline du Parlement, adjacente au Musée des beaux-arts du Canada, à Kìwekì Point (en) (auparavant Nepean Point) à Ottawa en Ontario (1915).
Son monument consacré aux volontaires canadiens morts durant la seconde guerre des Boers en Afrique du Sud (1902) est déplacé définitivement dans le Parc de la Confédération (en) en 1969 après plusieurs déménagements. Une autre œuvre notable est la sculpture du maire d'Ottawa Samuel Bingham (en) dans le cimetière Notre-Dame situé à Vanier.

## Biographie

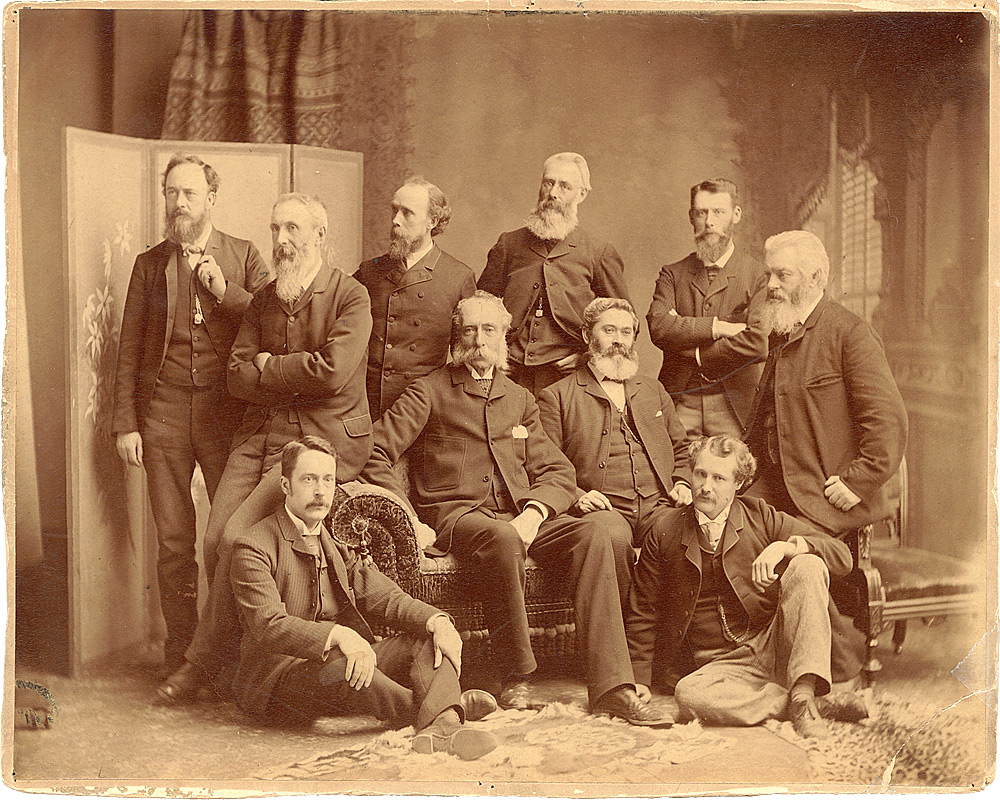
Membre de la Ontario Society of Artist Members (1889).

Né à Londres en Angleterre, le père de MacCarthy, Hamilton Wright MacCarthy, est un exposant indépendant à la Royal Academy of Arts en 1838 et entre 1846 et 1867. Il expose, entre autres, plusieurs bustes-portraits et contribue à la Great Exhibition avec un ensemble représentant une chasse au cerf composée d'un chasseur écossais se préparant à sonner du cor, d'un cerf abattu et de deux chiens, exécutés en argent à des fins ornementales.
Sa mère participe également à l'exposition de la British Institution en 1857 en présentant une statuette du célèbre cheval de course, Pyrrhus The First (en).
À Londres, MacCarthy étudie avec son père et dans les écoles de la Royal Academy. Lorsqu'il s'installe à Anvers, il est élève de Kerckhoven (en). Il fréquente aussi la St Marylebone School (en) de Londres. En 1885, à l'âge de 39 ans, MacCarthy s'installe à Toronto. Treize ans plus tard, il déménage à Ottawa et étudie à l'Académie royale des arts du Canada dont il devient membre du conseil en 1906. Il est également membre de la Ontario Society of Artists (en).
MacCarthy à 15 enfants. Les trois premiers sont nés à Londres et les autres au Canada. L'un de ses fils, Cœur de Lion MacCarthy (1881-1979), devient également un sculpteur.
Cœur de Lion réalise plusieurs bustes de figures politiques, incluant celui de la reine Victoria situé dans l'alcôve au-dessus du fauteuil du président du Sénat du Canada. Son travail inclut aussi, avec Dominion Carver et Cléophas Soucy, plusieurs figures des édifices du Parlement y compris les lions de l'entrée principale.

## Œuvres
La statue de Samuel de Champlain de MacCarthy basée à Ottawa devient source d'une controverse, à la fin du XXe siècle, en raison de la présence sur sa base d'un guide indien agenouillé. Initialement, ce dernier devait être placé dans un canot, mais par manque de fonds recueillis, une solution de rechange fut adoptée à l'époque. Dans les années 1990, à la suite de pressions exercées par des peuples autochtones, le guide a été retiré de la plate-forme, renommé en Guide Anishinaabe (en) (Anishinaabe Scout) et transféré en tant que sculpture à part entière dans le Parc Major's Hill,.
Des experts ont également noté que l'astrolabe que tient Champlain est à l'envers.

## Galerie

### Ottawa

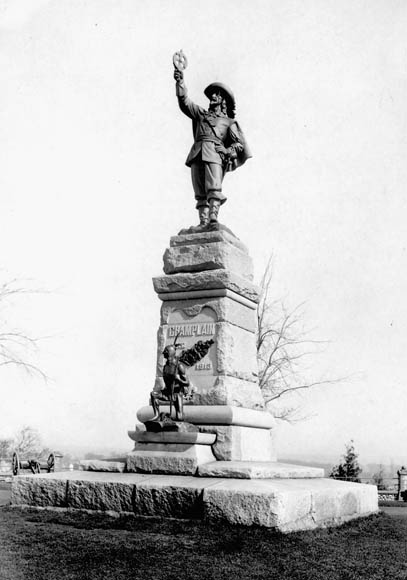
Samuel de Champlain, Kìwekì Point (en) (Nepean Point)
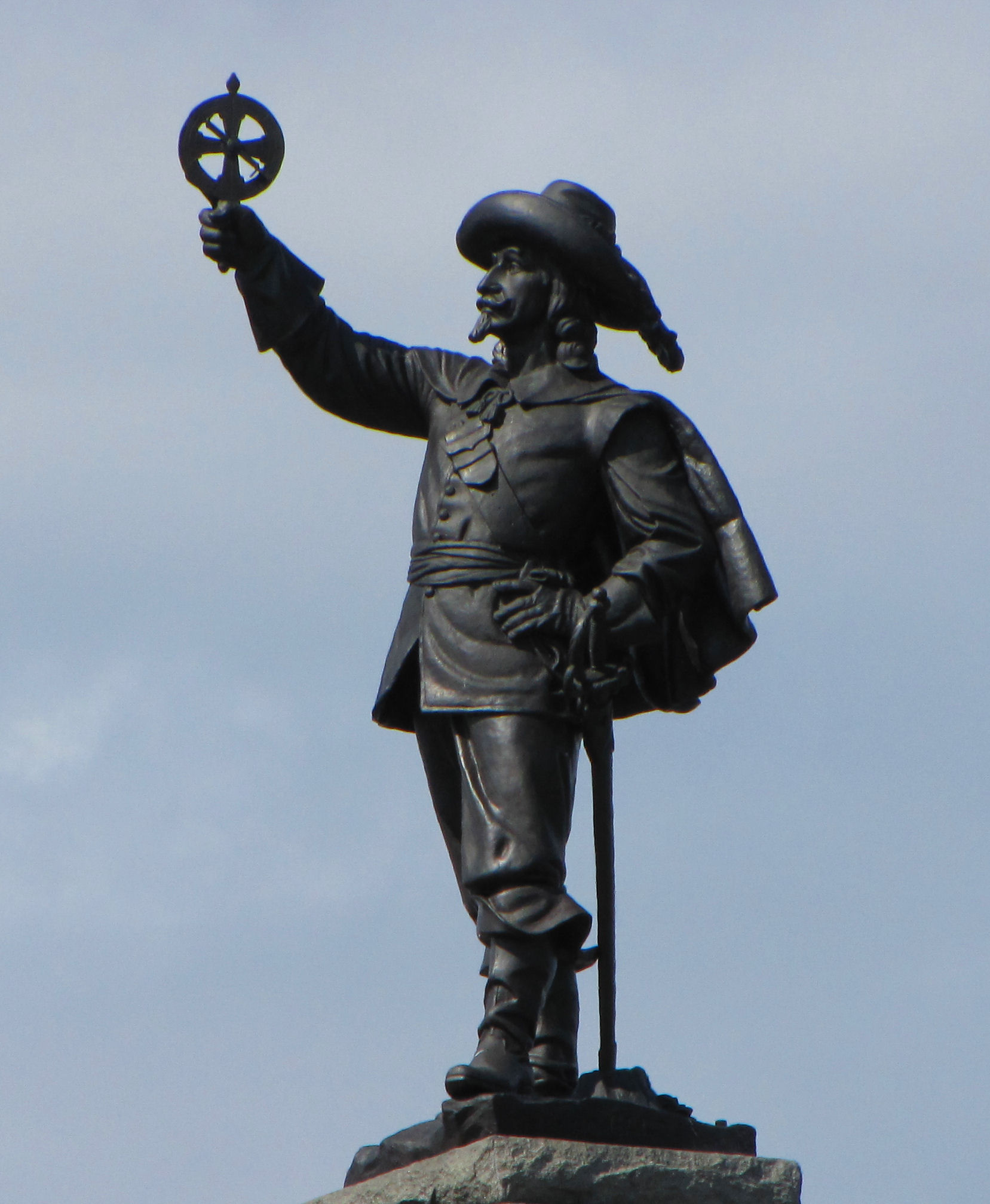
Samuel de Champlain, Kìwekì Point
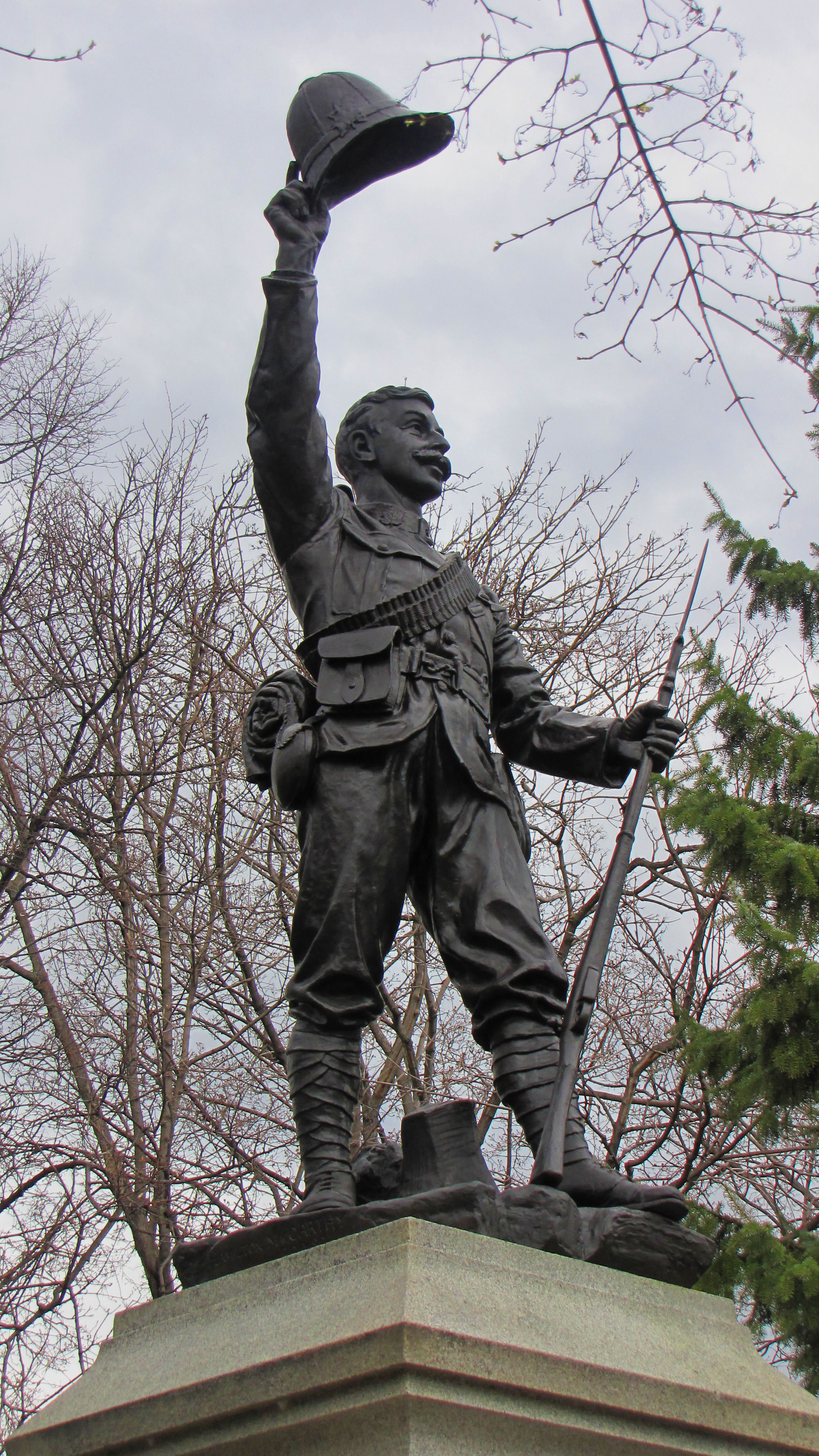
Monument commémorant la seconde guerre des Boers (1902)
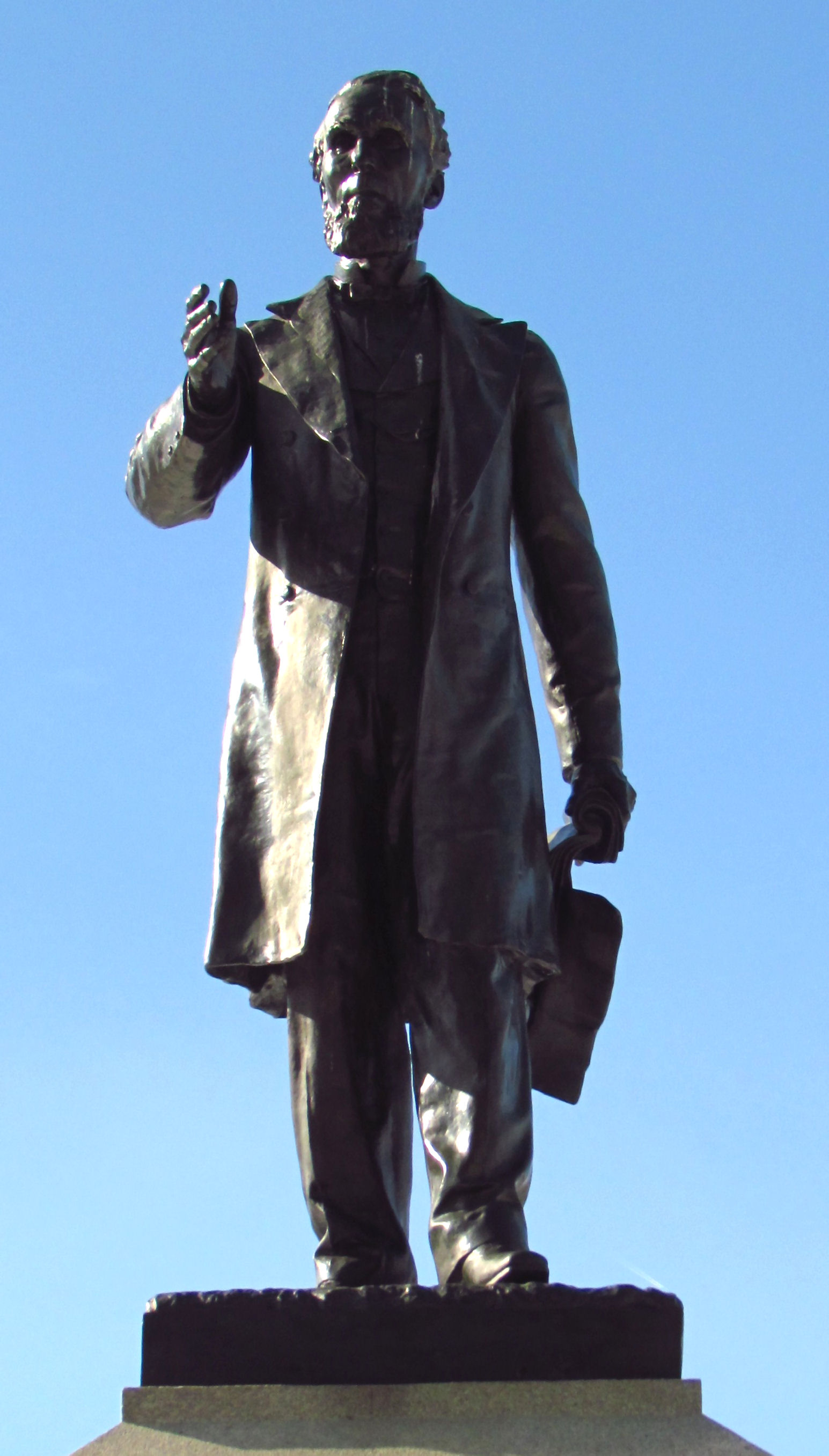
Alexander Mackenzie, Colline du Parlement

### Nouvelle-Écosse

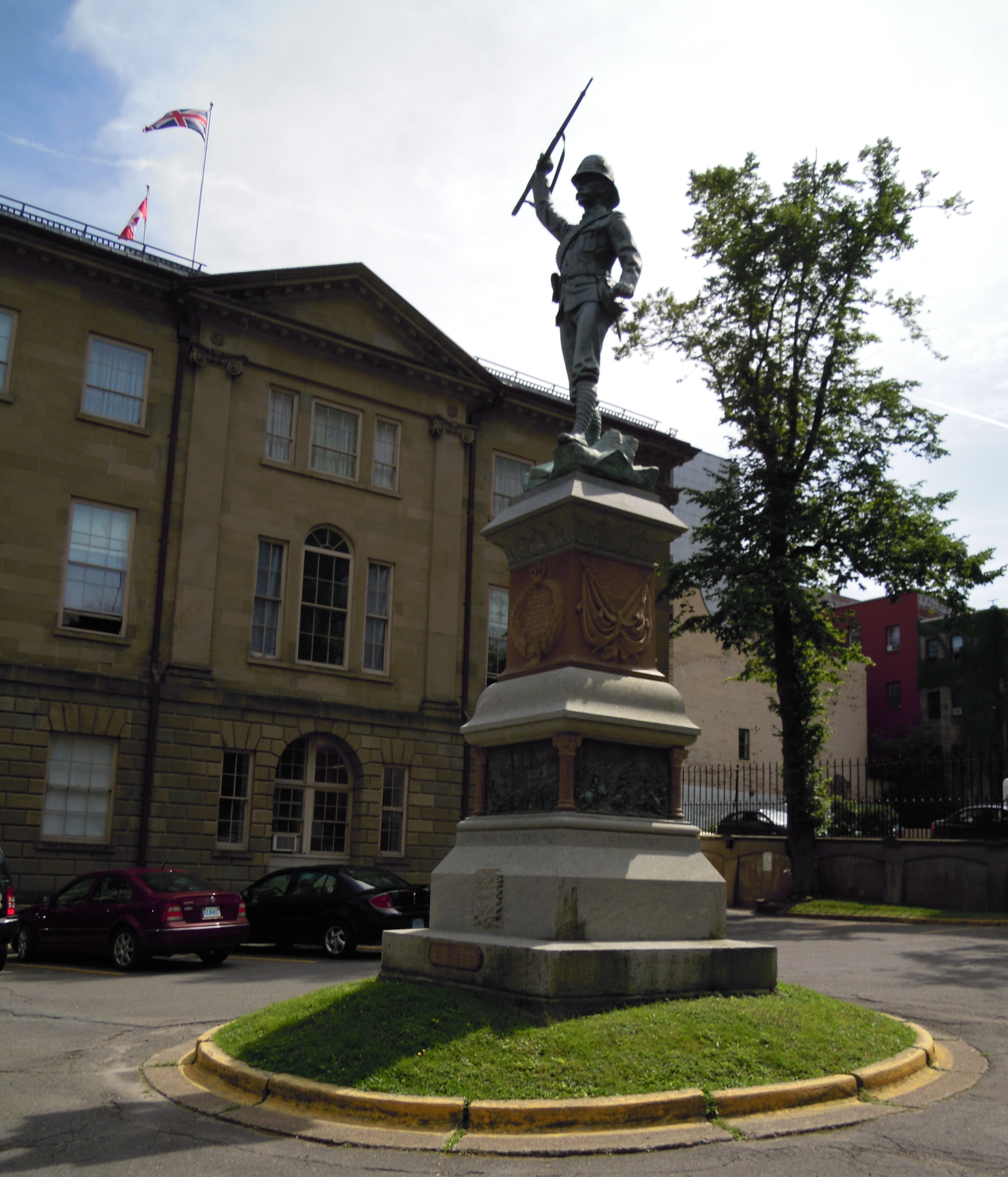
Mémorial de la guerre d'Afrique du Sud, Assemblée législative de la Nouvelle-Écosse, Halifax
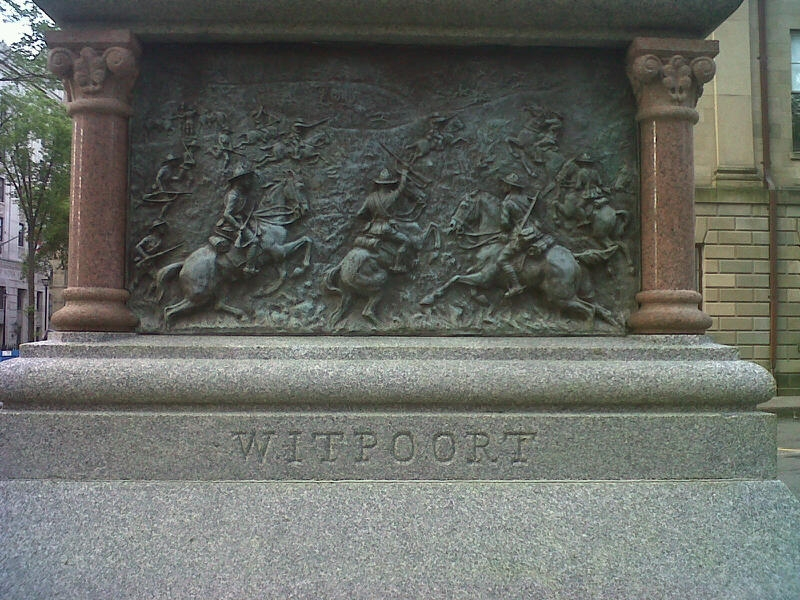
Bataille de Witpoort, monument commémoratif de la guerre des Boers, Assemblée législative de la Nouvelle-Écosse, Halifax
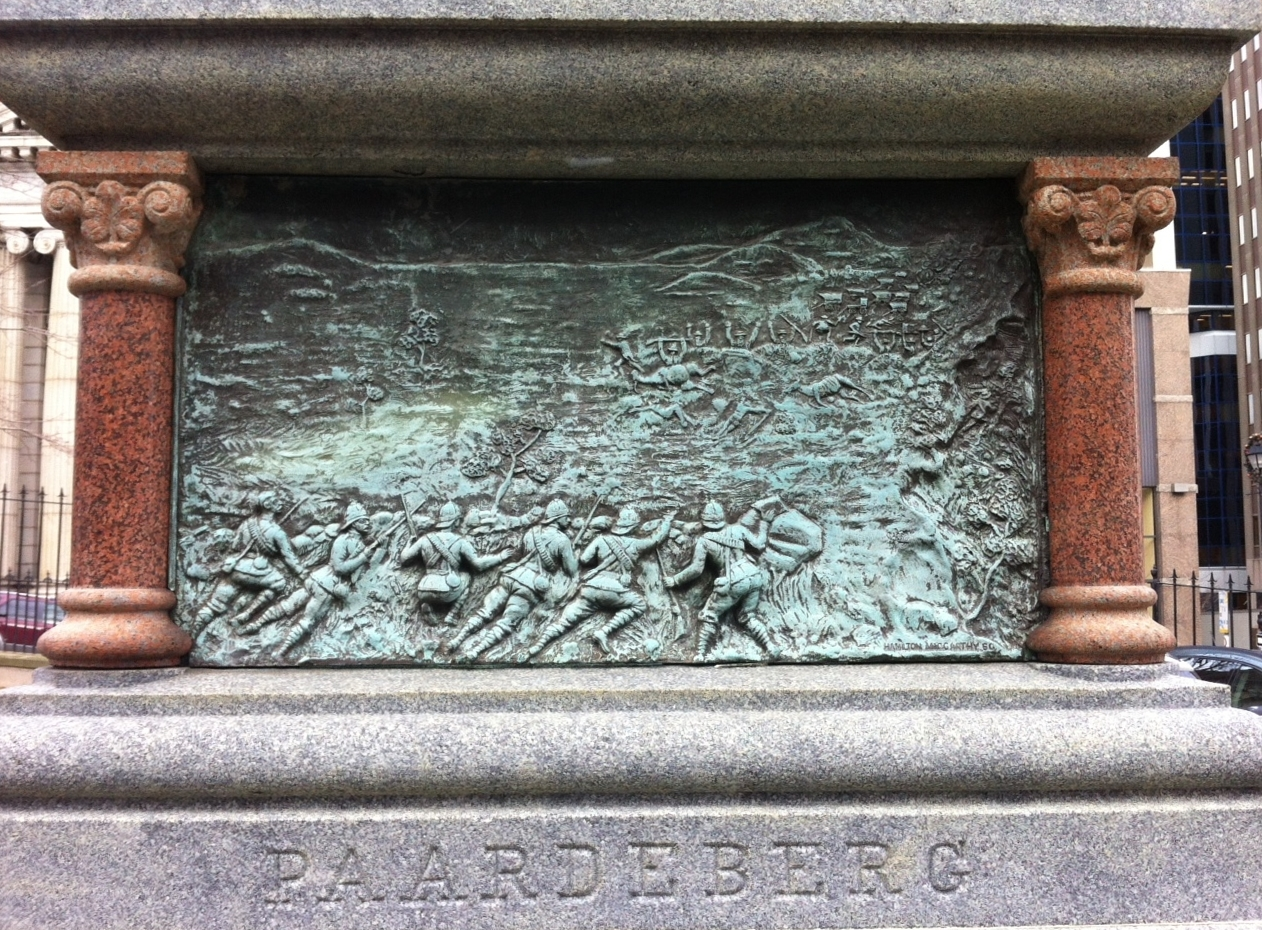
Bataille de Paardeberg
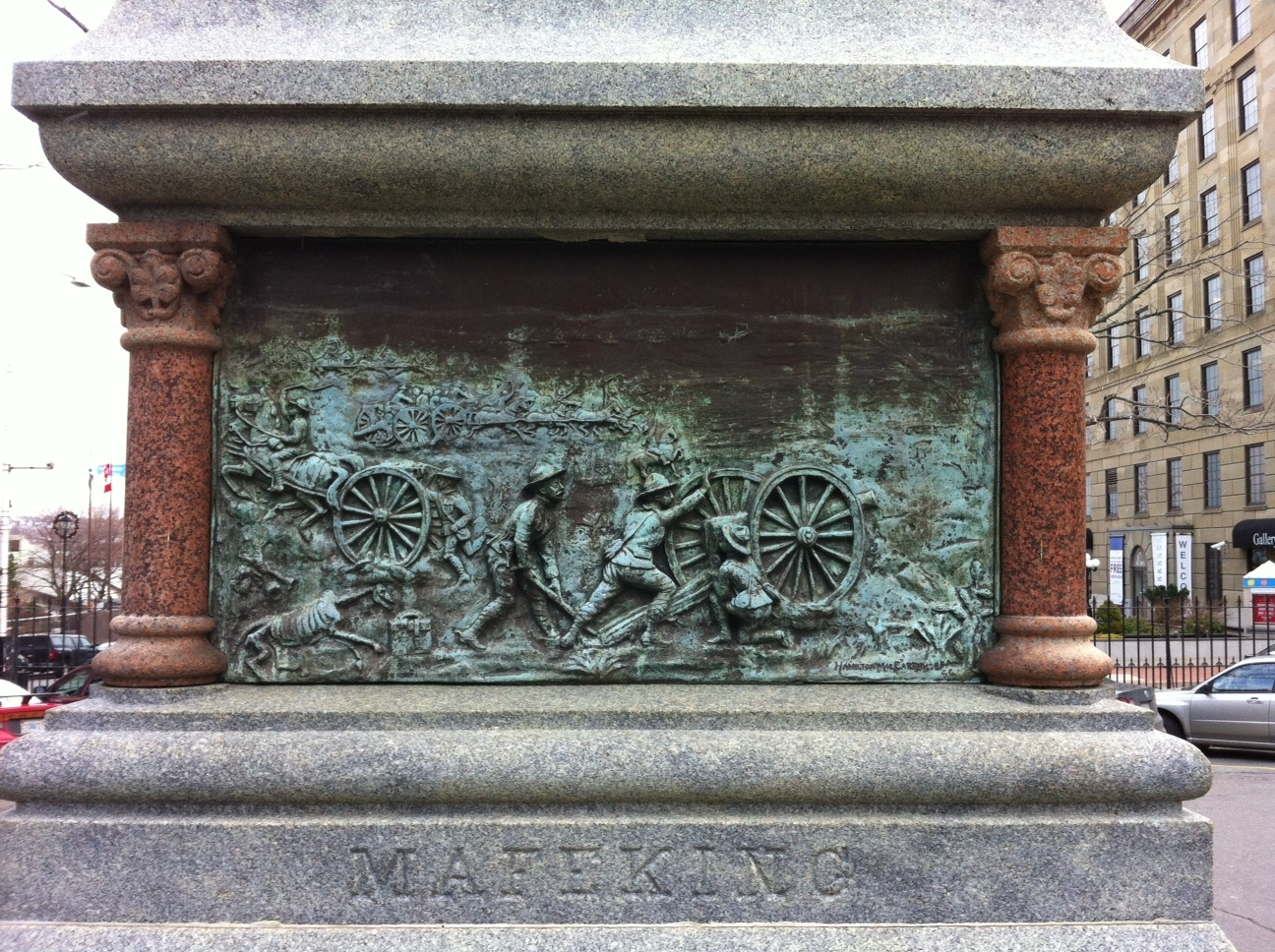
Siège de Mafeking
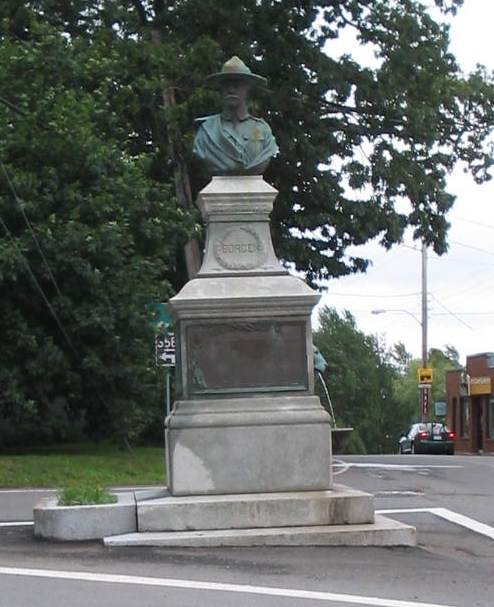
Monument Harold Borden, Canning
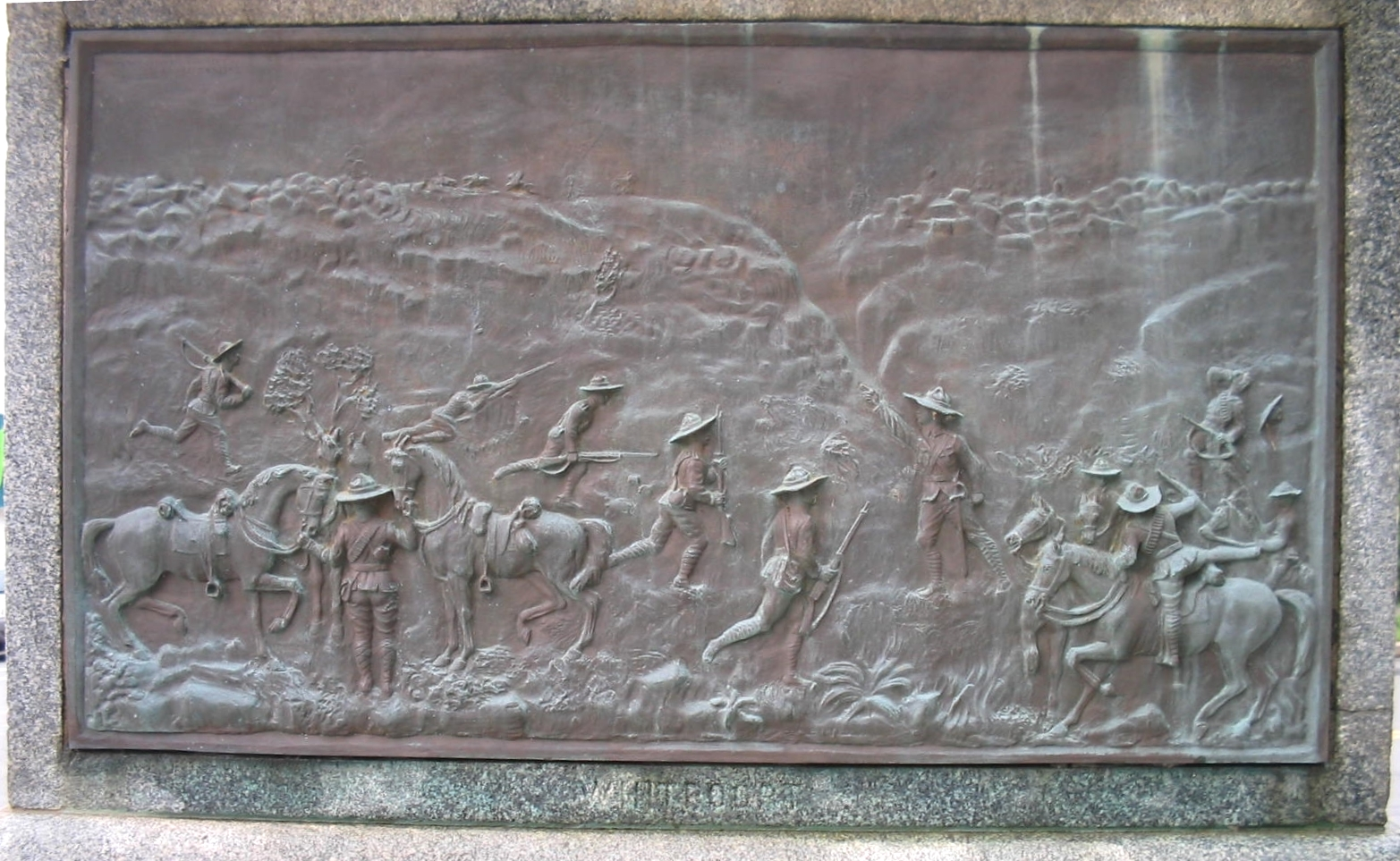
Bataille de Witpoort, Monument Harold Borden, Canning
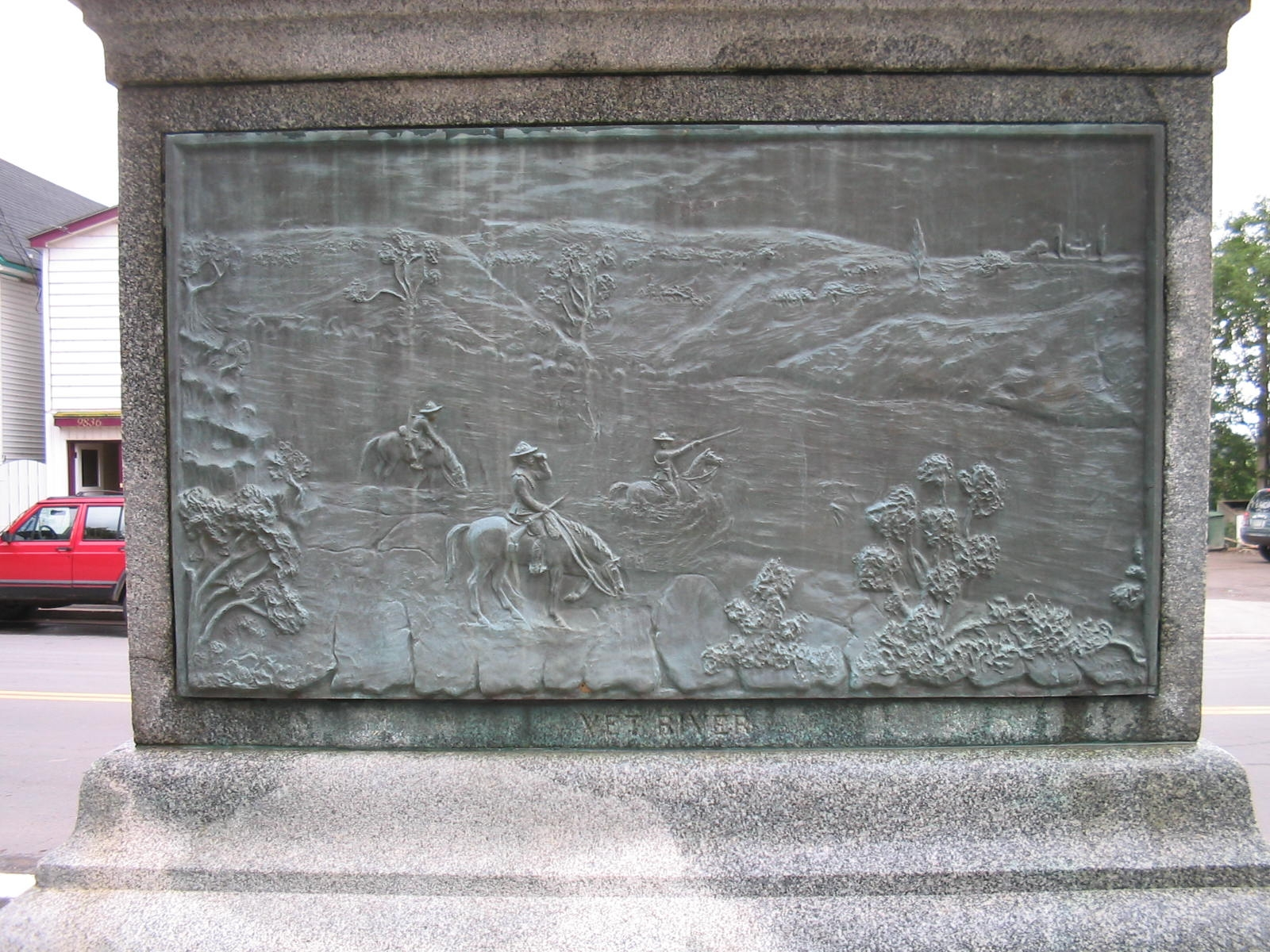
Battle of Cortzee Drift (Vet River), Monument Harold Borden, Canning
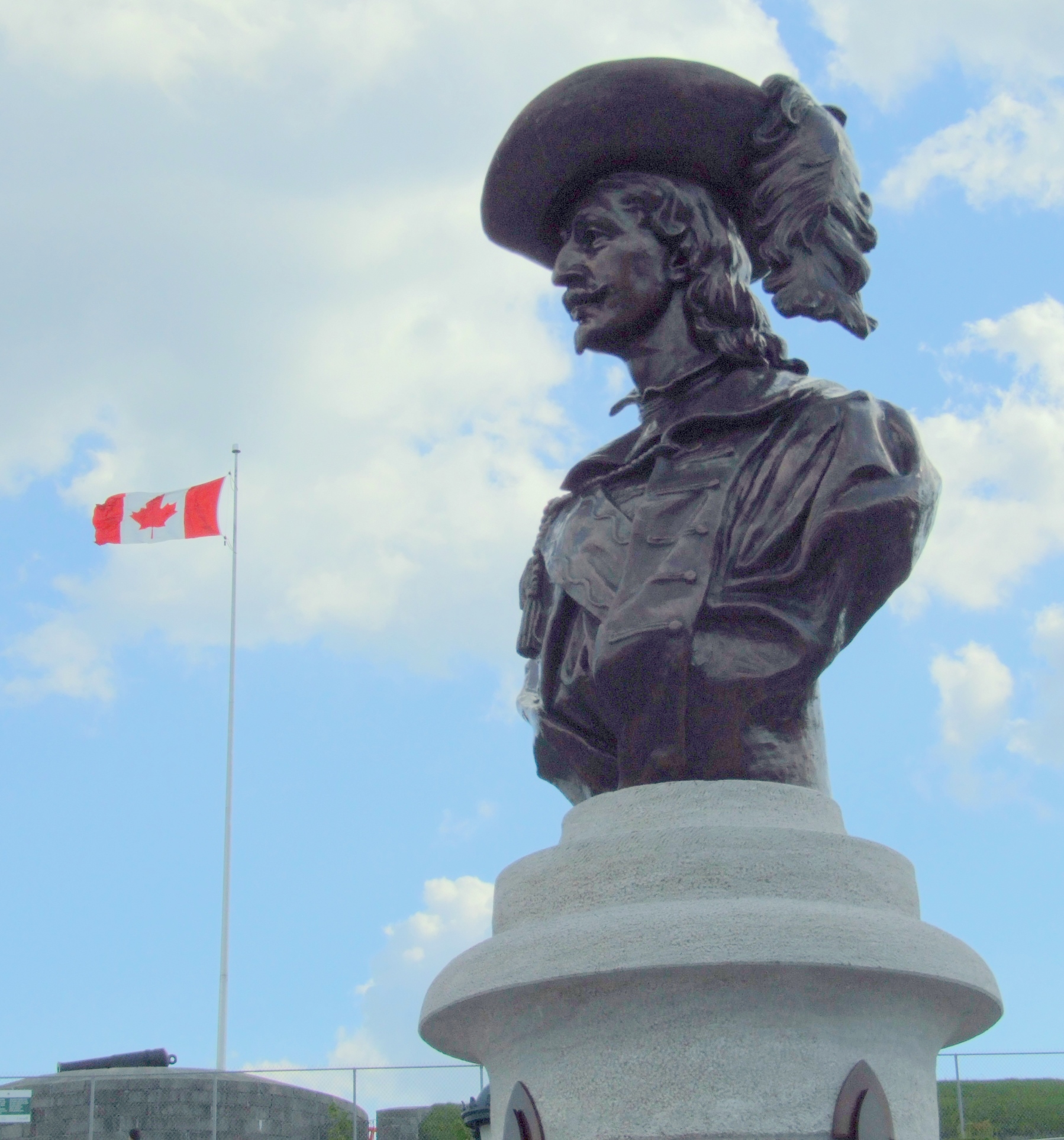
Pierre Dugua de Mons, ville de Québec (une réplique du buste est également présente à Annapolis Royal)
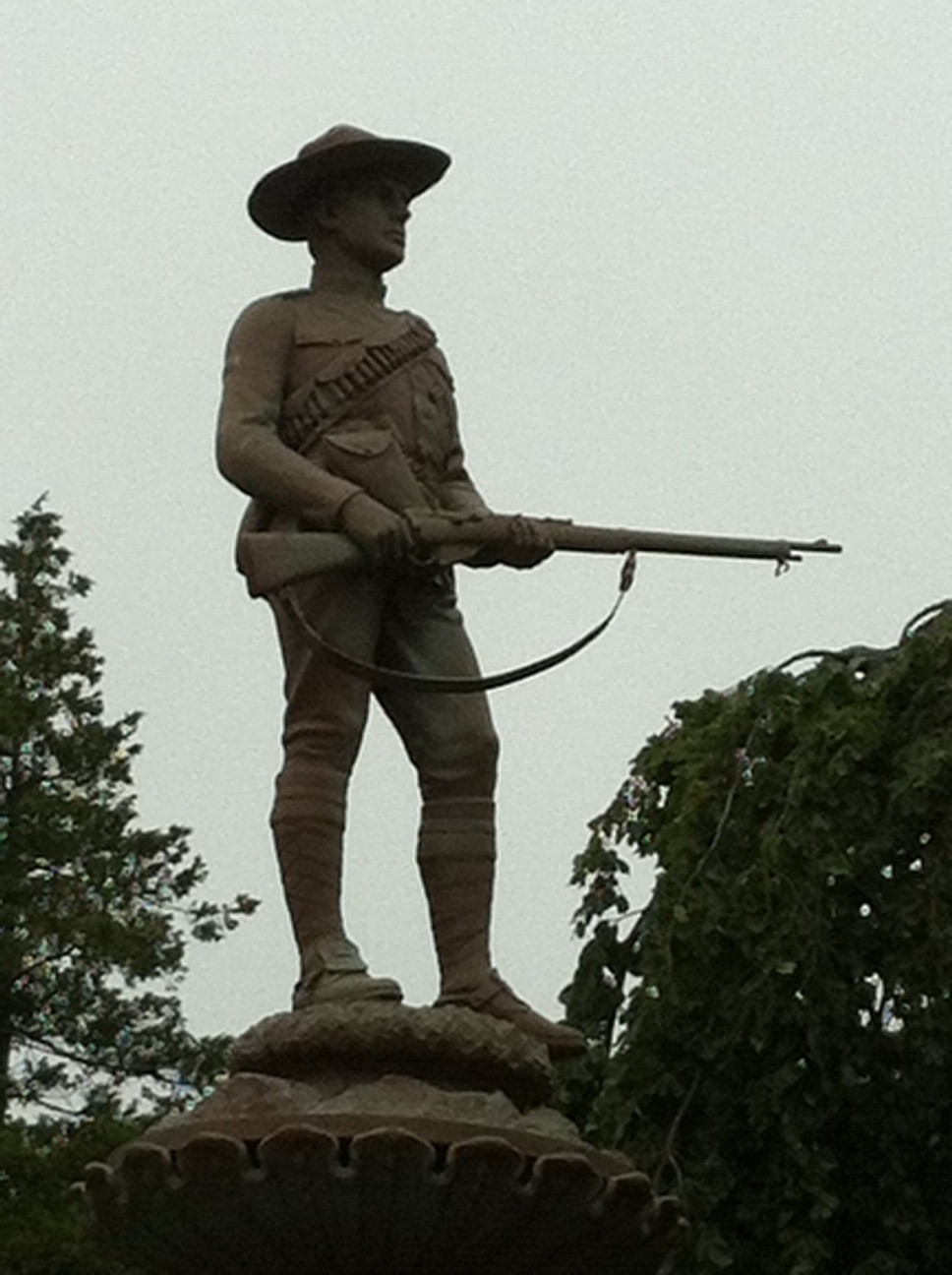
Sculpture de la Guerre des Boers, Jardins publics d'Halifax (1903)

### Toronto

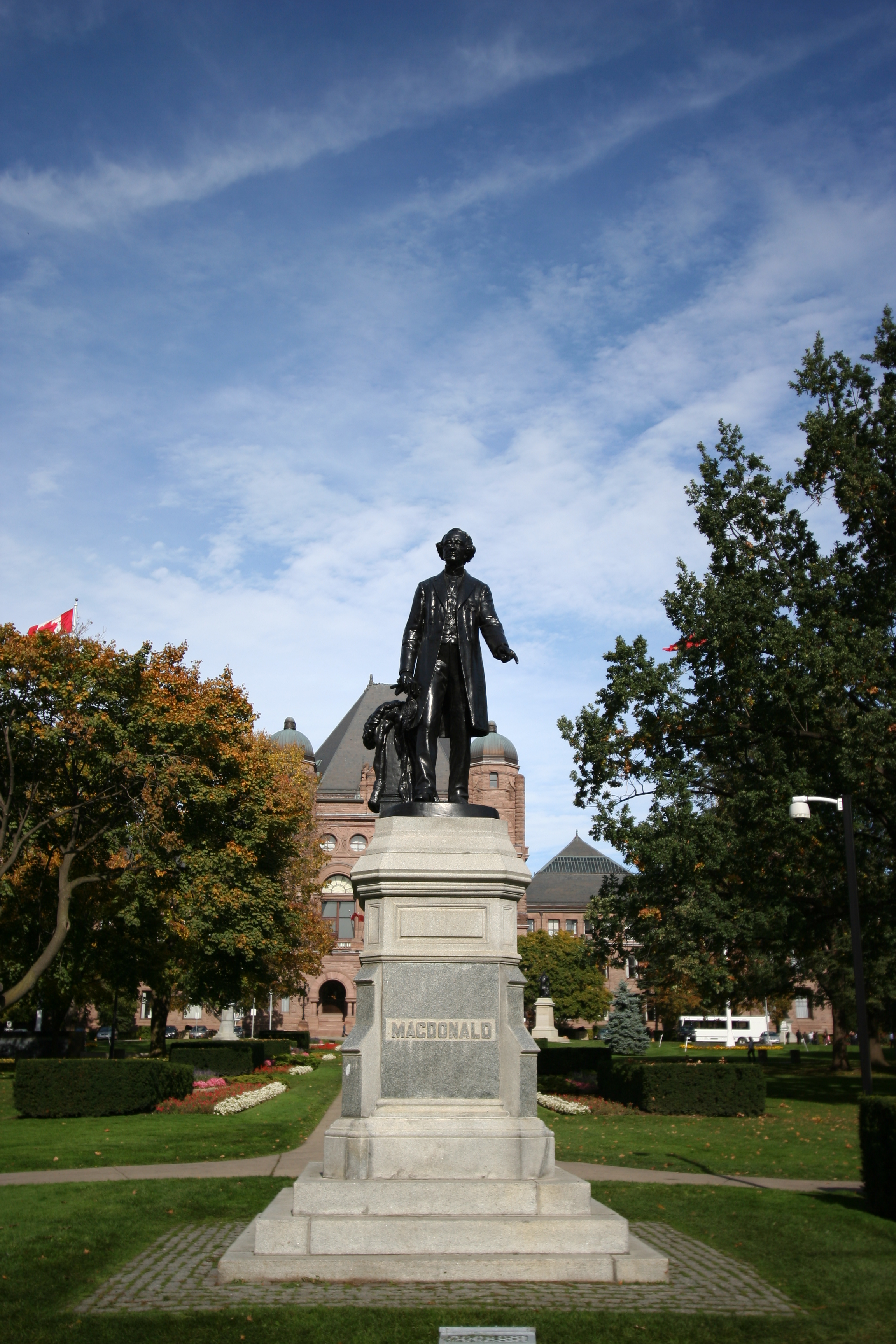
Sir John A. Macdonald, Queen's Park
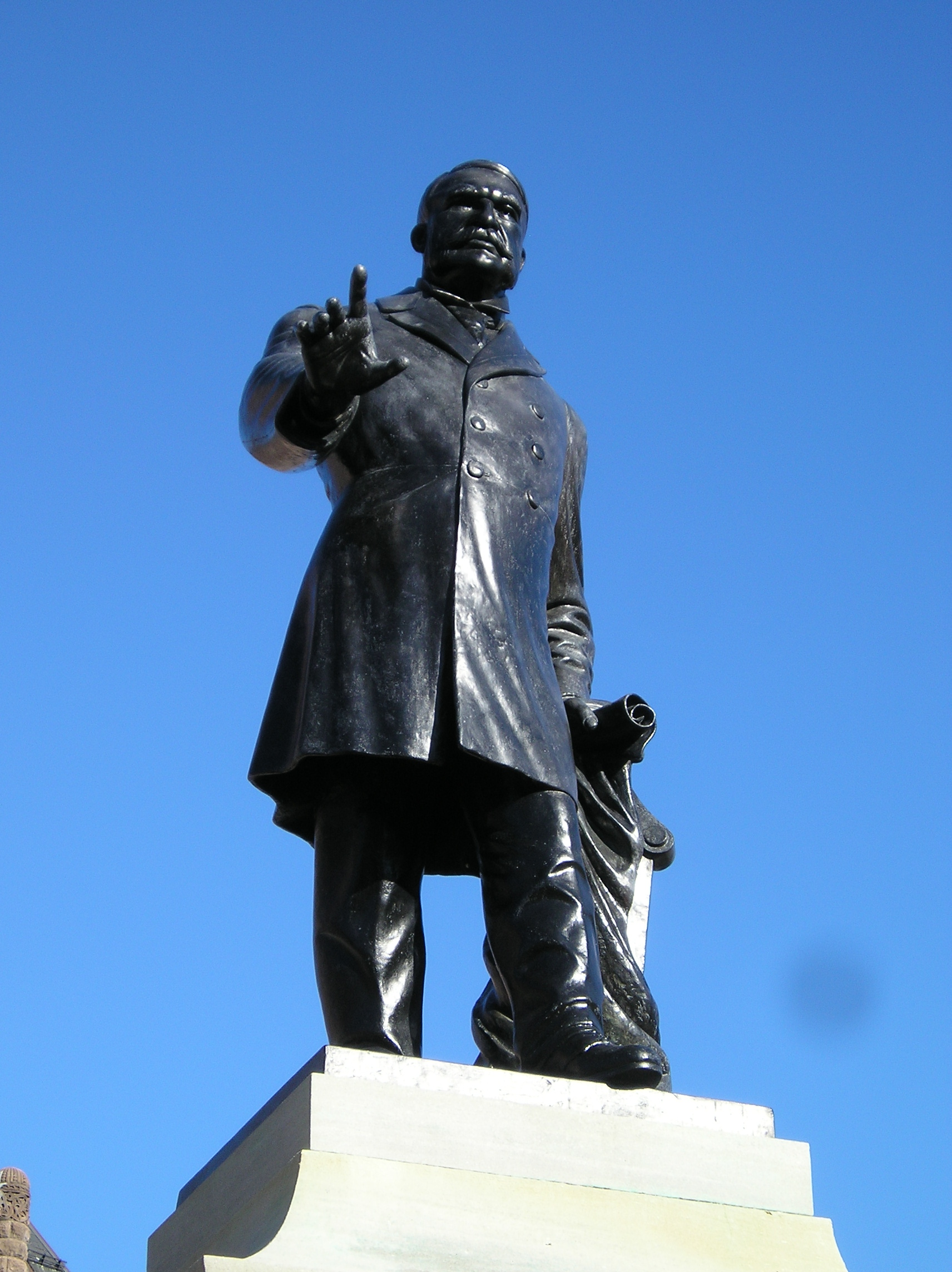
Sir James Pliny Whitney, Queen's Park
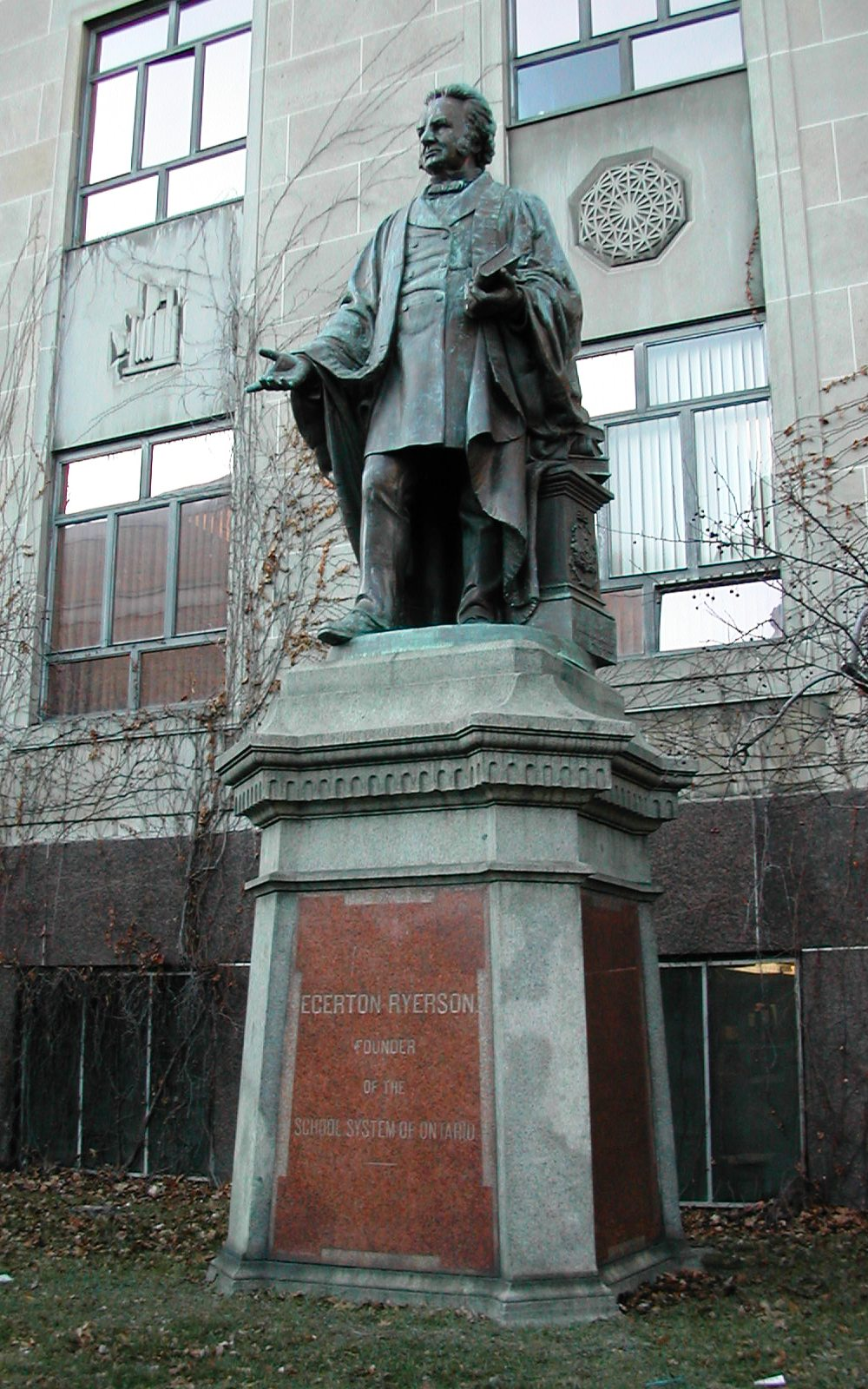
Egerton Ryerson, Université Ryerson, Toronto (1889-2021) (renversée et décapitée)
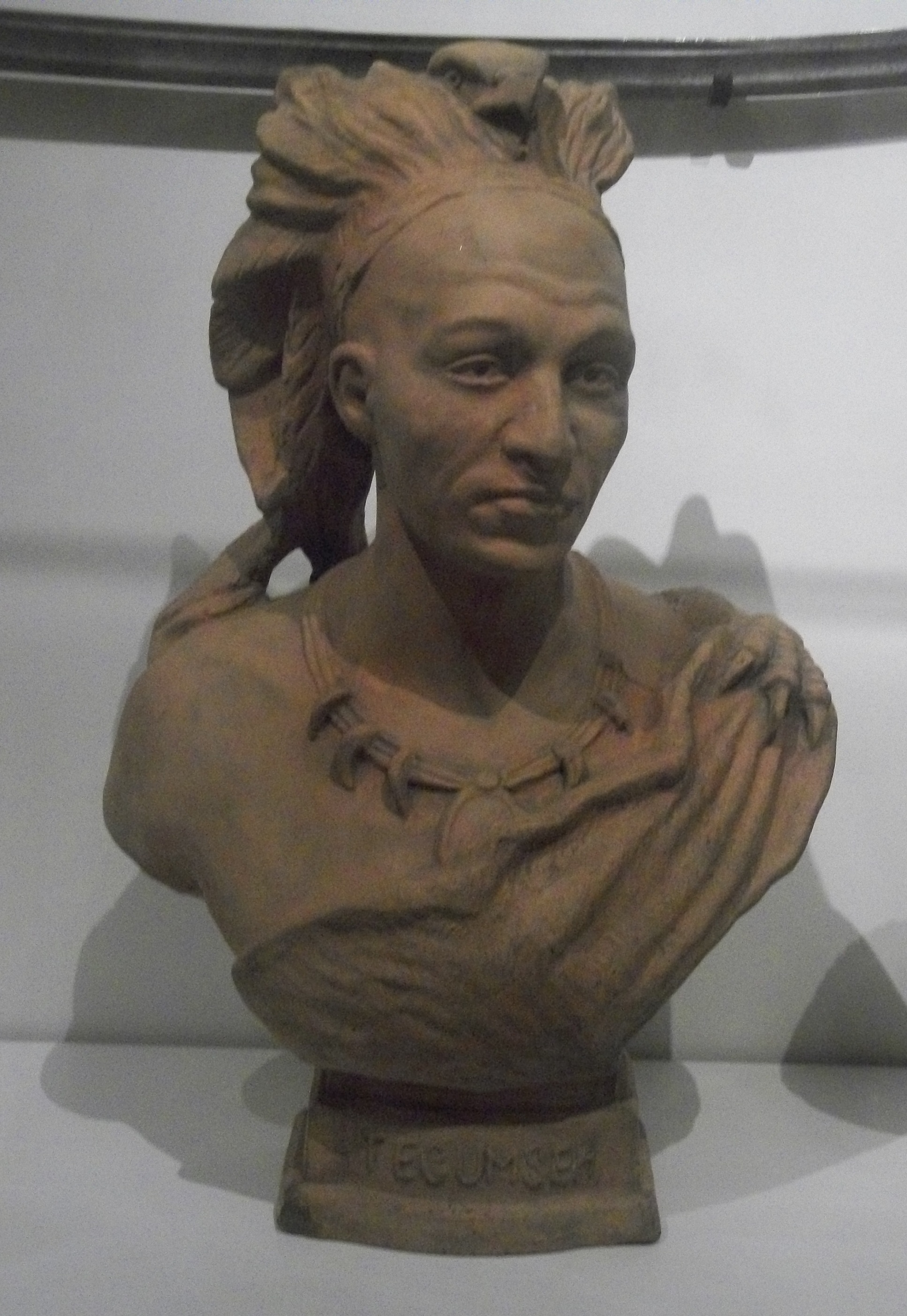
Tecumseh, Musée royal de l'Ontario
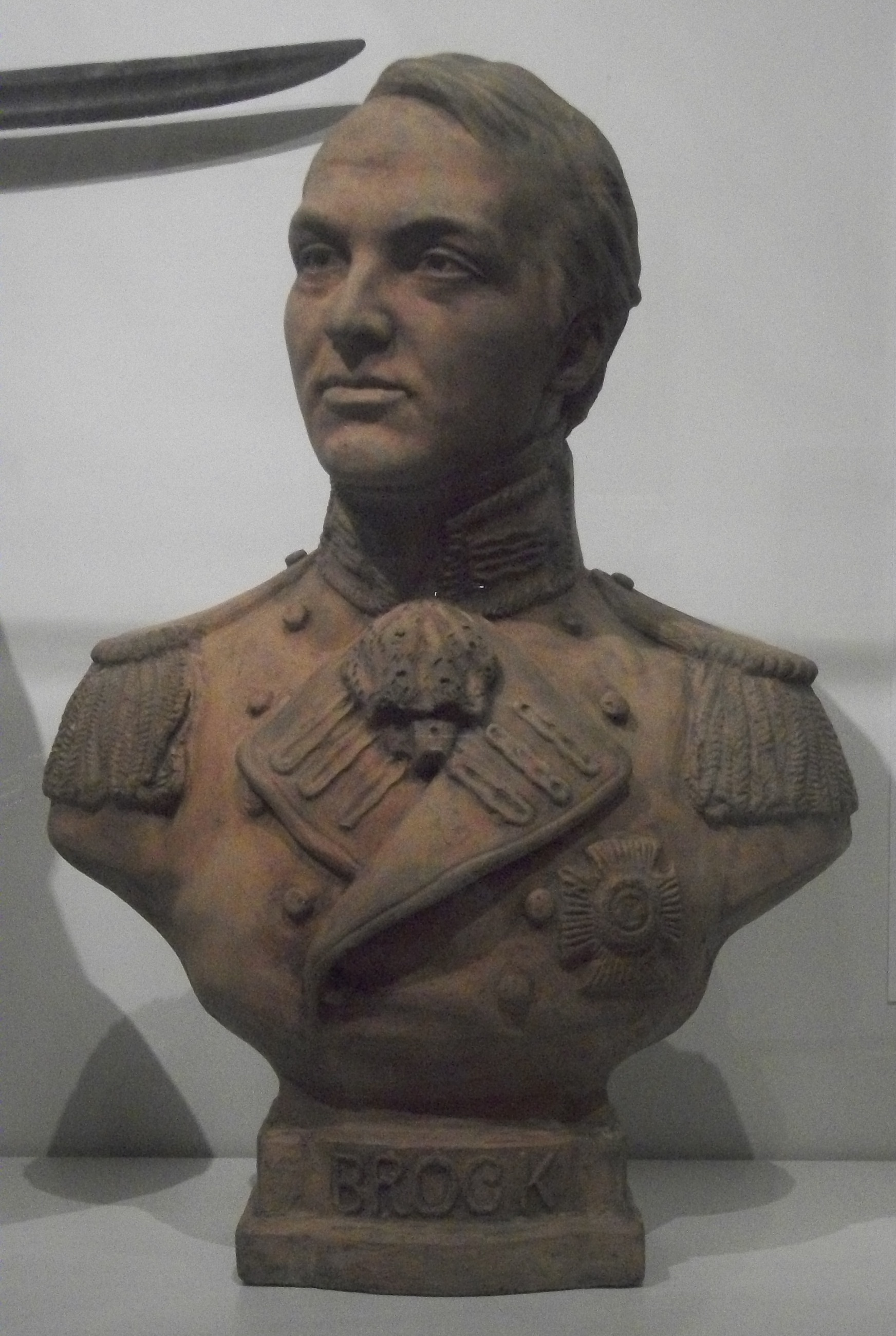
General Isaac Brock, Musée royal de l'Ontario

### Other

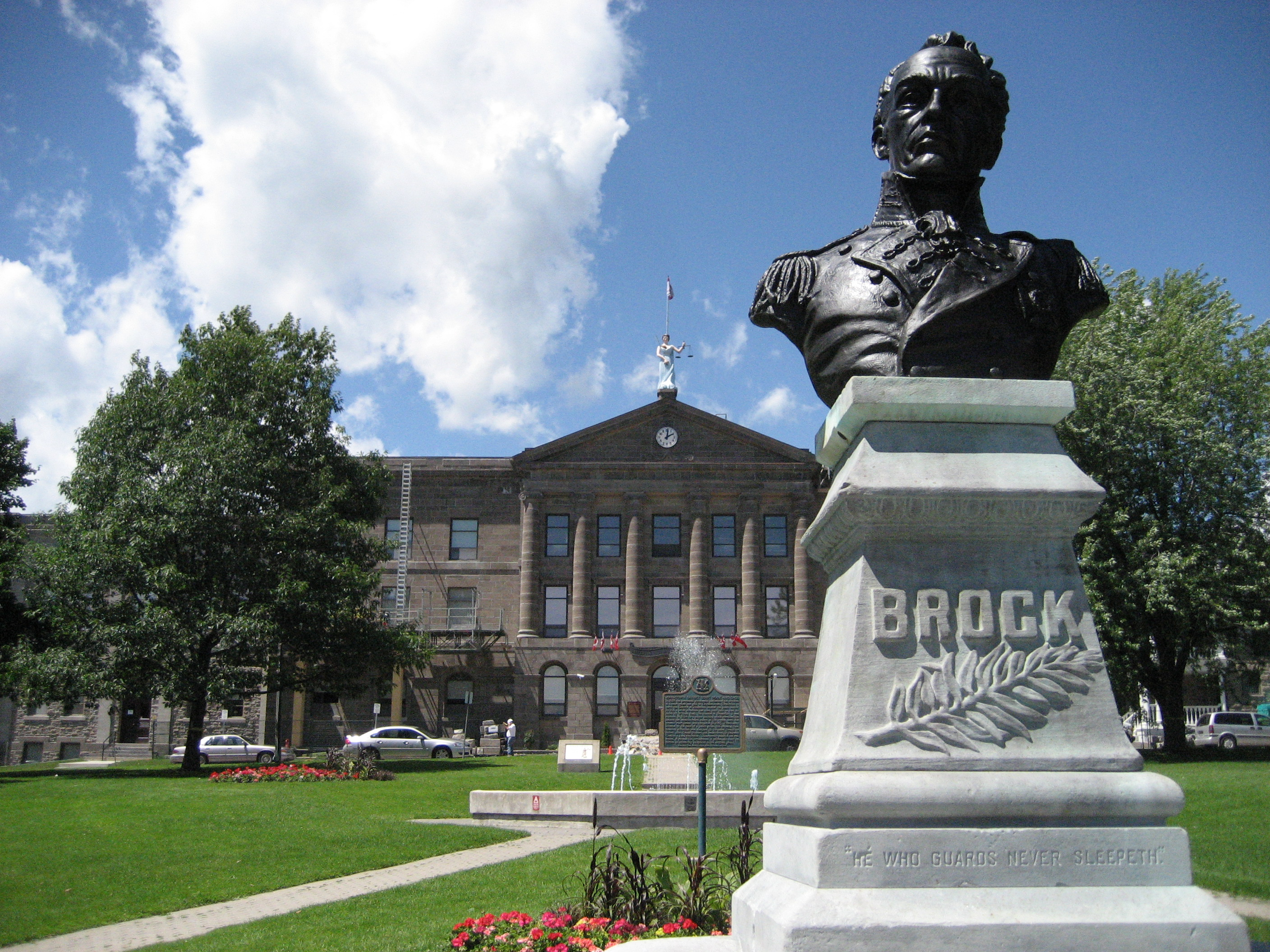
General Brock, Palais de justice, Brockville, Ontario
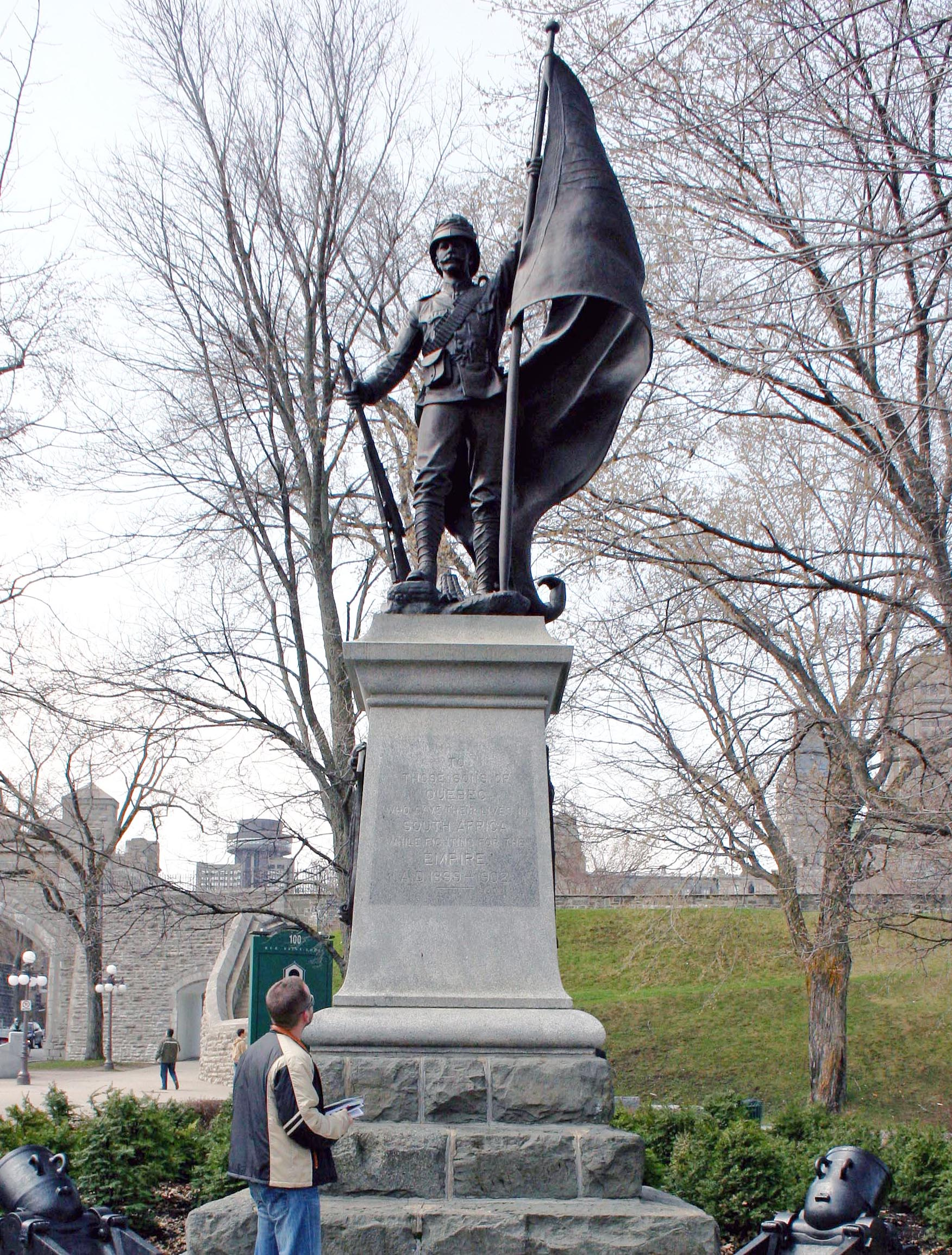
Monument de la Guerre des Boers, ville de Québec, Québec (1902)
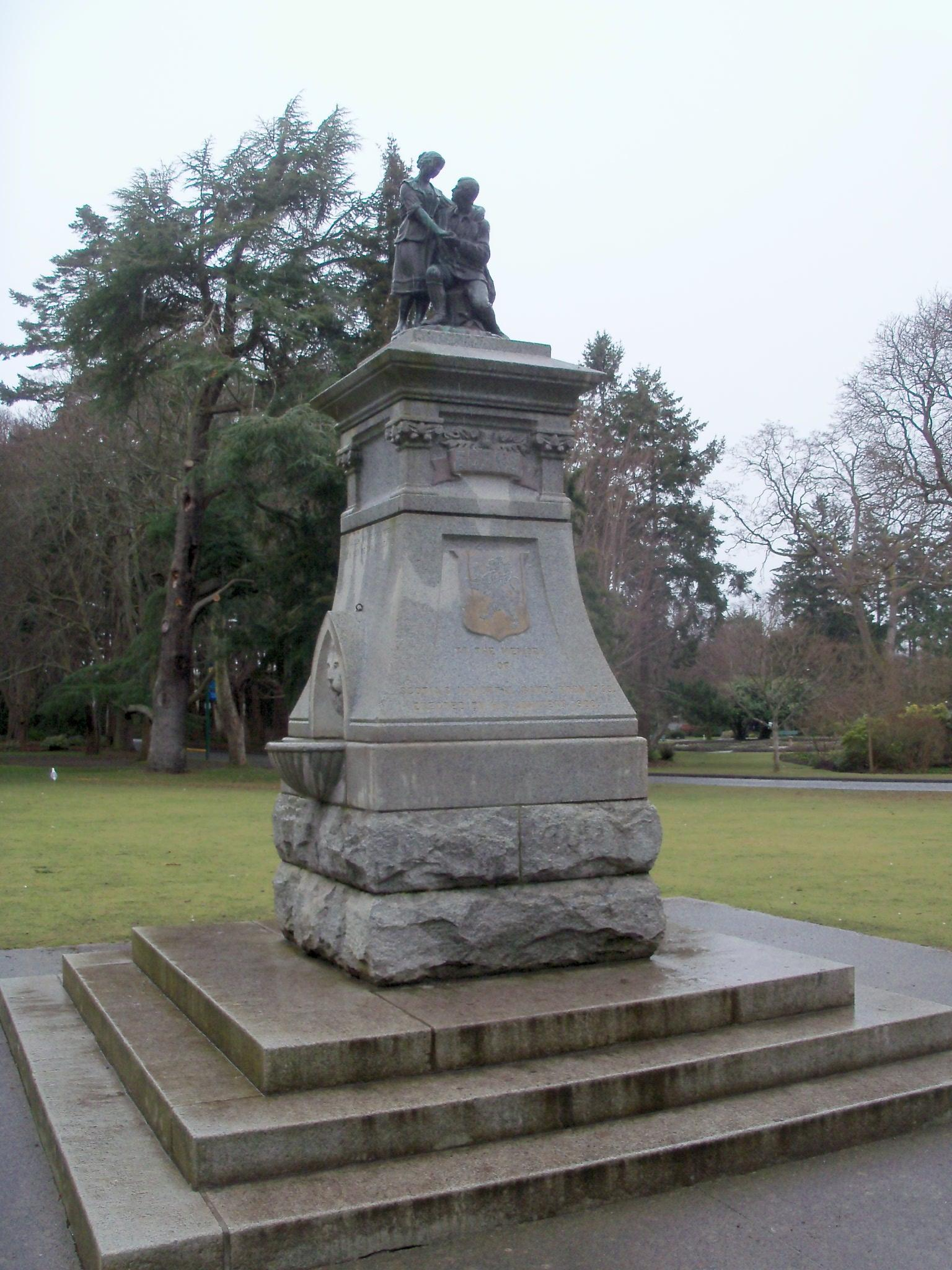
Monument Robert Burns, Parc Beacon Hill, Victoria, Colombie-Britannique, faisant référence à Highland Mary (en)